# 桑原成吾
桑原 成吾（くわばら せいご、1993年10月4日 - ）は、日本の俳優である。
NEWSエンターテインメント・スクール所属。

## 略歴
兄がNEWSエンターテインメント・スクールに所属しているのをキッカケに芸能界入りする。

## 出演

### テレビドラマ
- 菊次郎とさき（2003年、テレビ朝日） - 北野武 役
- 超星神グランセイザー 第19話（2004年、テレビ東京） - 坂木健太 役
- ミュージック in ドラマ ホシに願いを（2004年、NHK） - 村田少年 役
- 愛し君へ（2004年、フジテレビ） - 川根史也 役
- 愛のソレア（2004年、フジテレビ） - 須藤晃 役
- こちら本池上署4 第8話（2004年、TBS） - 竹下勇一 役
- 菊次郎とさき（2005年、テレビ朝日） - 北野武 役
- 佐賀のがばいばあちゃん（2006年、フジテレビ） - 山崎しげる 役
- 浅草ふくまる旅館第2シリーズ 第1回（2007年、TBS） - 高野正一 役
- 1ポンドの福音（2008年、日本テレビ） - 吉沢 役
- 先生はエライっ!（2008年4月12日、日本テレビ） - 2年B組の生徒 役
- スクラップ・ティーチャー〜教師再生〜（2008年、日本テレビ） - 水島成吾 役

### CM
- 永谷園 スピード中華・青椒肉絲（2002年）
- エポック社 ドラえもん・わくわくくうきほう（2002年）
- マルエツ 好きな食べ物篇（2003年）
- ABC HOME（2003年）

### 映画
- I am 日本人（2006年） - 河合翔太 役
- きみの友達（2008年） - 小川 役

### アニメ
- ふるさと-JAPAN（2005年） - 川畑義夫 役
- Fantascope〜tylostoma〜 - 少年 役

### 舞台
- 明日を夢見て（2002年、埼玉会館）

### プロモーションビデオ
- ルードボン（2001年）